# Distrito de Çekmeköy

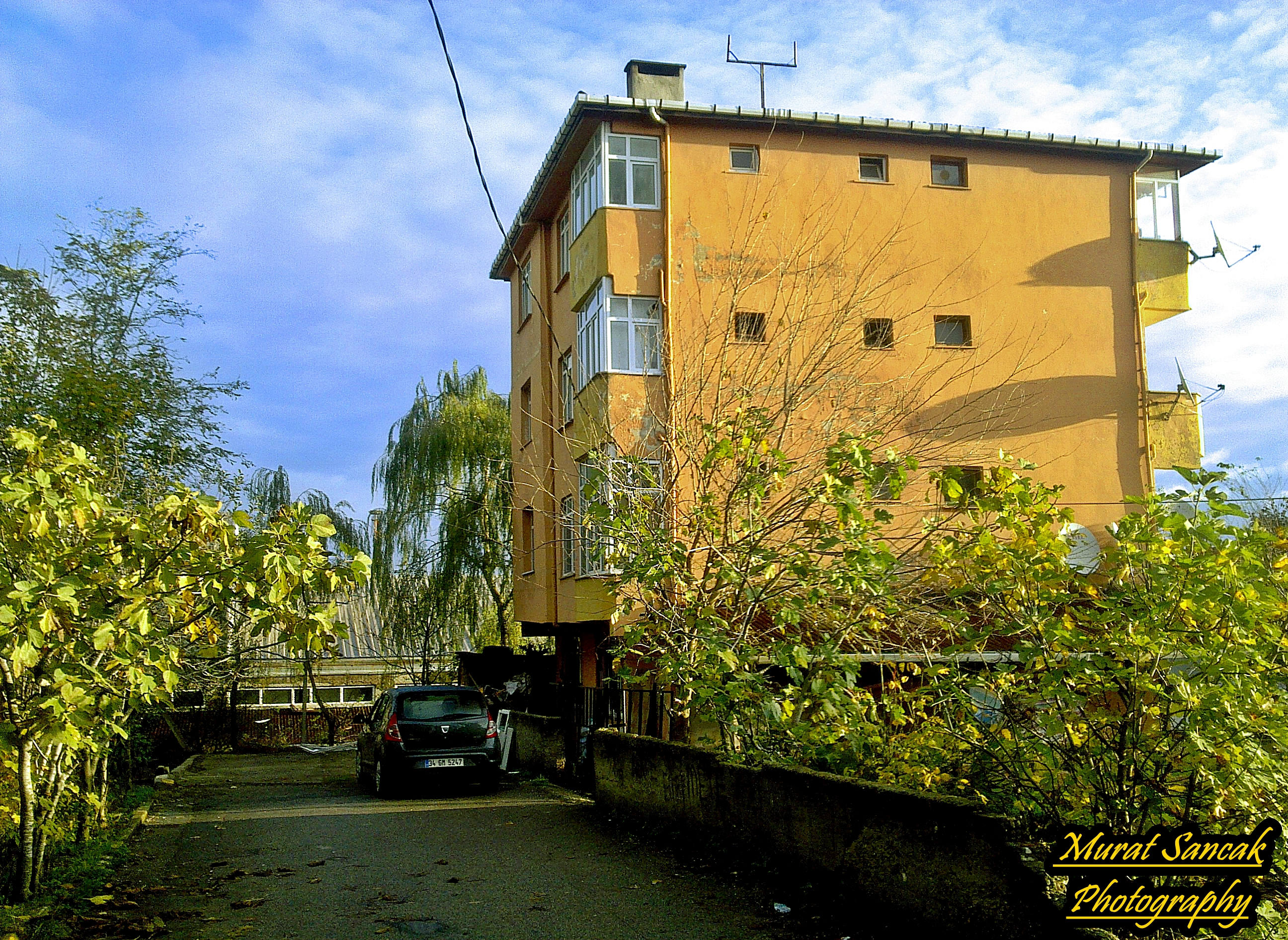
Barrio Çekmeköy Alemdağ

Çekmeköy es un distrito de Estambul, Turquía, situado en la parte anatolia de la ciudad. Cuenta con una población de 147.352 habitantes (2008).